# Glinnik (Baczyn)
Glinnik – część wsi Baczyn w Polsce, położona w województwie małopolskim, w powiecie suskim, w gminie Budzów. 
W latach 1975–1998 Glinnik administracyjnie należał do województwa bielskiego.